# Legoland
Legoland (Леголе́нд) — мережа сімейних тематичних парків,  зосереджених на серії конструкторів Lego. Парки не належать безпосередньо The Lego Group, ними володіє та керує британська компанія-оператор парків розваг Merlin Entertainments (що, як і Lego Group, контрольована Kirkbi A/S).
Перший Леголенд відкрився 1968 року в данському місті Біллунн — батьківщині Lego. 1996 року в англійському місті Вінздор (Беркшир) відкрився другий парк. Надалі були відкриті парки в Німеччині, Італії, Японії, Малайзії, Об'єднаних Арабських Еміратах і Сполучених Штатах Америки (Каліфорнія, Флорида та Нью-Йорк), Південній Кореї. Перебувають у стадії будівництва парки в Китаї (Шанхай та Сичуань).

## Атракціони
Парки орієнтовані на родини з дітьми молодшого віку (до 15 років). Хоча на території парків містяться американські гірки, їхня кількість й екстремальність обмежена порівняно з іншими парками розваг, натомість більша увага приділяється придатності атракціонів для дітей молодшого віку.
Леголенди розподіляються на різні тематичні зони, які за вмістом є ідентичними в усіх парках мережі. Наприклад, у кожному Леголенді присутня зона Lego Miniland — парк мініатюрних пам'яток світу, збудованих з мільйонів справжніх цеглинок Lego. Попри загальну тематику, окремі атракціони зазвичай відрізняються від одного парка до іншого.
Усі гірки в Леголендах виконані в тематиці певної серії наборів Lego — багато з них спеціально виглядають так, наче вони збудовані з цеглинок Lego. Наприклад, популярною гіркою в усіх парках є «Драконова гірка», яка базується на серії наборів Lego Knights' Kingdom. Іншим популярним атракціоном є «Школа водіння», у якій діти можуть прокататися на маленьких електромобілях, що виглядають як машинки Lego, по невеликій дорожній мережі, після чого вони одержують іграшкове водійське посвідчення.

## Парки
Європа
| Парк               | Розташування                    | Відкрито       | Опис |
| ------------------ | ------------------------------- | -------------- | --- |
| Legoland Біллунн   | Данія, Біллунн                  | 7 червня 1968  | Найстаріший Леголенд, збудований поблизу першої фабрики Lego. Парк розподілено на десять тематичних зон: Duplo Land, Imagination Zone, LEGOREDO Town, Adventure Land, Miniland, Pirate Land, Lego City, Knights Kingdom, Viking Land, Ninjago World, Lego Movie World і Polar Land. Щорічно парк обслуговує 1,6 млн відвідувачів, завдяки чому є найвідвідуванішою туристичною пам'ятки центром країни поза Копенгагеном.                    |
| Legoland Віндзор   | Велика Британія, Віндзор        | 17 травня 1996 | Збудовано на місці колишнього парку Windsor Safari Park. Парк розподілено на тринадцять тематичних зон: The Beginning, Imagination Centre, Miniland, Duplo Land, Heartlake City, Lego City, Land of the Vikings, Kingdom of the Pharaohs, Ninjago World, Pirates Shores, Knights Kingdom, Star Wars і Adventure Land. Є найбільшим Леголендом за площею у світі — його територія приблизно вп'ятеро більша за територію біллуннського парку. |
| Legoland Німеччина | Німеччина, Гюнцбург             | 17 травня 2002 | Четвертий за ліком Леголенд, найменший поза Азією. Парк розподілено на вісім тематичних зон: Imagination Center, Miniland, Lego X-treme, Lego City, Knights Kingdom, Adventure Land, Ninjago World і Land of the Pirates. |
| Legoland Гарда     | Італія, Кастельнуово-дель-Гарда | 15 червня 2021 | Перший у Європі Леголенд-аквапарк, розташований на території розважального парку Gardaland. |

Північна Америка
| Парк                | Розташування                 | Відкрито        | Опис |
| ------------------- | ---------------------------- | --------------- | --- |
| Legoland Каліфорнія | США, Карлсбад (Каліфорнія)   | 20 березня 1999 | Перший Леголенд на території Сполучених Штатів Америки. Парк розподілено на дев'ять тематичних зон: The Beginning, Explorer Island, Heartlake City, Fun Town, Castle Hill, Miniland USA, Imagination Zone, Pirate Shores, Ninjago World і Land of Adventure. Акваріум Sea Life розташований впритул до Legoland California. 2010 року на території парку збудували аквапарк. |
| Legoland Флорида    | США, Вінтер-Гейвен (Флорида) | 15 жовтня 2011  | Другий Леголенд на території Сполучених Штатів Америки та другий найбільший за площею (після віндзорського). Парк збудовано на місці колишнього тематичного парку Cypress Gardens. Парк розподілено на тринадцять тематичних зон: The Beginning, Fun Town, Duplo Land, Miniland USA, Kingdoms, Pirates Cove, Imagination Zone, Technic, Land of Adventure, Lego City, Lego Movie World, Lego Friends, Ninjago, а також відновлена копія парку Cypress Gardens. 26 травня 2012 року на території Legoland Florida відкрився аквапарк замість колишьного аквапарку Cypress Gardens, а 2013 року парк став курортом завдяки відкриттю готелю Legoland Hotel. У лютому 2022 року на території курорту має відкритися тематичний парк за мотивами мультсеріалу «Свинка Пеппа», завдяки чому він стане першим Леголендом з атракціонами, які не пов'язані з тематикою Lego. |
| Legoland Нью-Йорк   | США, Гошен (Нью-Йорк)        | 29 травня 2021  | Третій Леголенд на території Сполучених Штатів Америки. |

Азія
| Парк              | Розташування              | Відкрито        | Опис |
| ----------------- | ------------------------- | --------------- | --- |
| Legoland Малайзія | Малайзія, Іскандар-Путері | 15 вересня 2012 | Перший Леголенд в Азії. Спершу парк було розподілено на вісім тематичних зон: Miniland, The Beginning, новий LEGO Ninjago World, Land of Adventure, Imagination, Lego Kingdom, Lego Technic і Lego City. Центральним елементом парку є зона Miniland, де за допомоги цеглинок Lego відтворено численні азійські пам'ятки. 11 березня 2016 року на території парку було відкрито аквапарк. |
| Legoland Дубай    | ОАЕ, Дубай                | 31 жовтня 2016  | Цей Леголенд розташований на території Dubai Parks and Resorts та містить аквапарк. Парк розподілено на шість тематичних зон: Factory, Lego City, Imagination, Kingdoms, Adventure, і перший критий Miniland. Цей парк містить понад 15 000 споруд Lego, збудованих з 15 млн Lego-цеглинок.                                                                                               |
| Legoland Японія   | Японія, Нагоя             | 1 квітня 2017   | Другий Леголенд в Азії. |
| Legoland Корея    | Південна Корея, Чхунчхон  | 5 травня 2012   | Другий за величиною Леголенд у світі та найбільший Леголенд в Азії. |

## Галерея

### Біллунн

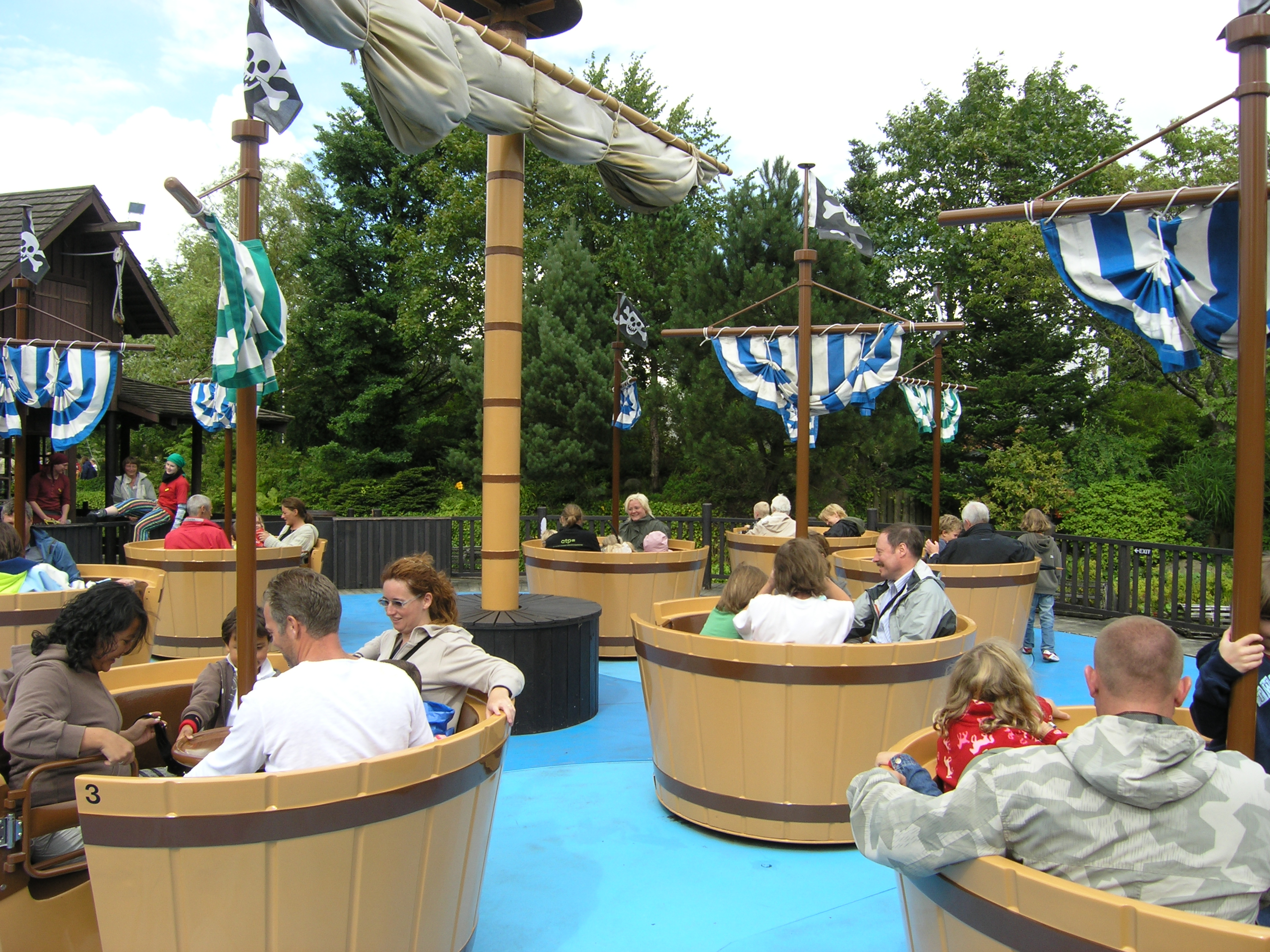
Піратська карусель